# Famille Koizumi
Pour les articles homonymes, voir Koizumi (homonymie).

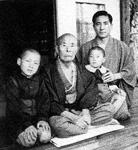
Portrait de membres masculins de la famille Koizumi dans les années 1940 ou au début des années 1950. Jun'ichirō est à gauche et Matajirō est au centre ; Jun'ya porte son fils Masaya à droite.

La famille Koizumi (小泉) est prédominante sur la scène politique japonaise depuis le début du XXe siècle.
- Matajirō Koizumi (1865 - 1951) – Ministre des Postes et des télécommunications, il est connu comme l'« homme sauvage » et le « ministre tatoué », dû à un énorme dragon tatoué sur son dos.
  - Jun'ya Koizumi (1904 - 1969) – né Jun'ya Samejima, gendre et fils adoptif de Matajirō, il construisit un terrain d'aviation pour les kamikazes en 1944 à Kaseda. Il fut directeur de l'agence de la Défense japonaise.
    - Tetsugorō Iryo (1924/5 - 1945) – neveu de Jun'ya et cousin de Jun'ichirō Koizumi, mort en tant que pilote kamikaze.
    - Jun'ichirō Koizumi (1942 - ) – fils de Junya et petit-fils de Matajirō. Premier Ministre du Japon de 2001 à 2006.
    - Kayoko Miyamoto (1957? - ) – ex-femme de Jun'ichirō.
      - Kotarō Koizumi (1978 - ) – acteur, fils ainé de Jun'ichirō.
      - Shinjirō Koizumi (1981 - ) – musicien et homme politique, second fils de Jun'ichirō auquel il a succédé à la Chambre des représentants.
      - Yoshinaga Miyamoto (1982 - ) – n'a jamais connu son père Jun'ichirō, car élevé par sa mère Kayoko Miyamoto.